# おニャン子のアブない夜だよ 生放送
- 火曜ワイドスペシャル > おニャン子のアブない夜だよ 生放送
- おニャン子のアブない夜だよ > おニャン子のアブない夜だよ 生放送

『おニャン子のアブない夜だよ 生放送』（おニャンこのアブないよるだよ なまほうそう）は、1986年6月3日（火曜） 19:30 - 20:54 （日本標準時）にフジテレビの『火曜ワイドスペシャル』枠で単発放送されたバラエティ番組。当時ニッポン放送で放送されていたラジオ番組『おニャン子のアブない夜だよ』のテレビ版である。

## 出演者
- メイン出演者：おニャン子クラブ
- 総合司会：吉田照美、田代まさし
- リポーター：稲川淳二、デーモン小暮閣下
- ゲスト：片岡鶴太郎（元『夕やけニャンニャン』司会者）、河合その子（元おニャン子クラブメンバー）

## 放送内容
オープニングでは、総合司会の吉田がとちりながらもおニャン子クラブを紹介。その後、『夕やけニャンニャン』の1年間の名シーンを中心とする映像が流された。
番組内ドラマコーナーの「私はこうしておニャン子になった・立見里歌編」では、立見の『オールナイトフジ』出演から降板、『夕やけニャンニャン』の「ザ・スカウト〜アイドルを探せ〜」出演・合格までを紹介した。
「おニャン子クラブ・ディスコグラフィ」のコーナーでは、おニャン子クラブ関連商品の売り上げを紹介した。
突撃レポートコーナーでは、当時『夕やけニャンニャン』が放送されていなかった山形県を稲川が、早稲田大学周辺を同大学出身者のデーモンがリポートした。
「おニャン子仮装大賞」のコーナーでは、当時のおニャン子クラブ在籍メンバー全員が仮装を披露。コスプレのようなものがほとんどであった。作品は全部で18作品。以下に挙げるのはその一覧である。
| ブロック | メンバー                     | 仮装演目                                                         | 結果                                                             |
| -------- | ---------------------------- | ---------------------------------------------------------------- | ---------------------------------------------------------------- |
| 1ST      | 福永恵規                     | デビュー当時の姿になりつつあったゲゲゲの鬼太郎                   |                                                                  |
| 1ST      | 山本スーザン久美子           | そのまんまのキャラで受けたねずみ男                               | 「大ボケ賞」受賞                                                 |
| 1ST      | 渡辺満里奈 岡本貴子 弓岡真美 | 孫悟空                                                           | 受賞できなかったものの、『夕ニャン』のオープニングで再び披露した |
| 1ST      | 渡辺満里奈 岡本貴子 弓岡真美 | 沙悟浄                                                           | 受賞できなかったものの、『夕ニャン』のオープニングで再び披露した |
| 1ST      | 渡辺満里奈 岡本貴子 弓岡真美 | 猪八戒                                                           | 受賞できなかったものの、『夕ニャン』のオープニングで再び披露した |
| 1ST      | 富川春美                     | 自前の八重歯を利用した違和感のないドラキュラ                     | 「アイデア賞」受賞                                               |
| 2ND      | 樹原亜紀                     | 本人もショックを受けてしまった病的な蝶々                         |                                                                  |
| 2ND      | 横田睦美                     | 音痴な「たこのうた」を歌う奴凧                                   |                                                                  |
| 2ND      | 渡辺美奈代                   | 中に押し込められただけのフライングパイレーツ（としまえんの遊具） | 受賞できなかったものの、『夕ニャン』のセットとして飾られていた   |
| 3RD      | 新田恵利                     | 十二単がきつそうなかぐや姫                                       |                                                                  |
| 3RD      | 城之内早苗                   | 本人が今一成りきれなかった牛若丸                                 |                                                                  |
| 3RD      | 吉沢秋絵                     | 顔が桃になった桃太郎                                             |                                                                  |
| 3RD      | 内海和子                     | 大カンチガイの白雪姫                                             |                                                                  |
| 4TH      | 布川智子                     | 宇宙人的なキャラとかぶった則巻ガジラ                             |                                                                  |
| 4TH      | 岩井由紀子 永田ルリ子        | 観客バカ受けのパーデンネン                                       | ダブルで「仮装大賞」受賞                                         |
| 4TH      | 岩井由紀子 永田ルリ子        | 本人も恥ずかしがった鬼瓦権造                                     | ダブルで「仮装大賞」受賞                                         |
| 5TH      | 白石麻子                     | 「六本木心中」のメロディ合わせて踊るコスプレアン・ルイス         |                                                                  |
| 5TH      | 立見里歌                     | 大カンチガイのマリリン・モンロー                                 |                                                                  |
| 5TH      | 高井麻巳子                   | 舞妓                                                             |                                                                  |
| 5TH      | 国生さゆり                   | 本人も納得のいかなかったピンクパンサーの動作をするネコ           |                                                                  |
| 5TH      | 名越美香                     | 力技で披露したミロのビーナス                                     | 「仮装大賞」受賞                                                 |

「おニャン子どっきり危ないVIDEO」のコーナー前半では、当時メンバーだった内海和子が幼い頃に出ていたドラマのビデオを放送。後半では、とんねるずが独断と偏見によるメンバー紹介を行った。
「おニャン子・色気付いてんじゃねえよ!!」のコーナーでは、占い師の細木数子による男性との相性判断が行われた。
「新曲発表会」のコーナーでは、高井麻巳子のソロデビュー曲を発表した。そして福井県にある高井の実家に電話をつなぎ、高井が実家の祖母と会話する模様を放送した。ソロデビューは河合、吉沢秋絵、新田恵利、国生さゆり、福永恵規、城之内早苗に次いで7人目で、グループ（高井が所属しているうしろゆびさされ組、ニャンギラス）を含めると9組目。
そしてエンディングで『夕やけニャンニャン』と『夕食ニャンニャン』の宣伝をして番組は終了した。

## スタッフ
- 構成：沢口義明、遠藤察男、三木聡
- 取材：野中浩之、テレハウス
- 振付：西条満、花柳糸之、花柳日夏
- ステージング：三浦亨
- 美術制作：堀切清
- デザイン：根本研二
- 美術進行：相馬徹
- 大道具：今井吉一
- 装飾：宮下順一
- 持道具：若林一也
- 衣装：土田清
- メイク：大塚隆康
- かつら：牧野勇
- 視覚効果：北條光昭
- 電飾：大木謙二
- アクリル装飾：村瀬敏彦
- 生花装飾：佐伯孝夫
- 技術：森川健司
- カメラ：金涌博行
- 映像：下田弘一
- 音声：三井登
- 照明：石井健治
- タイトル：川崎利治
- 音響効果：張替正美、川端智之
- VTR編集：共同テレビジョン、IMAGICA
- 協力：ニッポン放送
- ディレクター：坂間和夫、平野友孝、笠井一二
- プロデューサー：石田弘
- 制作著作：フジテレビ

### おニャン子クラブバンド
番組内では生バンドの演奏をバックにおニャン子が歌唱する演出があった。演奏者の中には同年3月に開催されたコンサート『あぶな〜い課外授業』に参加したミュージシャンが多い（太字で記す）。
- Guitar：小原信也
- Bass：吉岡誠司
- Keyboard：荒木陽太郎、青山しおり
- Drums：遠藤明夫
- Percussion：岡部洋一
- Sax：小川裕士
- Trombone：村上公庸
- Trumpet：小林太[注 6]
- Chorus：中山ミサ、西森真夜美、奥野恵